# Helena Humann
Helena Humann (Dallas, 8 febbraio 1942 – Dallas, 13 dicembre 1994) è stata un'attrice statunitense.
Ha vissuto sempre a Dallas, in Texas. Tra i suoi ultimi film Piccola peste del 1990, in cui fa la parte della madre superiora.
Muore nel 1994 a 52 anni, dopo una lunga malattia.

## Filmografia parziale
- L'ultimo spettacolo (The Last Picture Show), regia di Peter Bogdanovich (1971)
- Roadie - La via del rock (Roadie), regia di Alan Rudolph (1980)
- Chi tocca il giallo muore (Battle Creek Brawl), regia di Robert Clouse (1980)
- Un tenero ringraziamento (Tender Mercies), regia di Bruce Beresford (1983)
- Corruzione a New York (Not for Publication), regia di Paul Bartel (1984)
- Ragazzo chiamato Dakota (Dakota), regia di Fred Holmes (1988)
- Piccola peste (Problem Child), regia di Dennis Dugan (1990)
- Cercasi amore... teneramente (Love Hurts), regia di Bud Yorkin (1990)